# Mattanur
Mattanur o Mattannur (malabar: മട്ടന്നൂർ) es una ciudad del estado indio de Kerala perteneciente al distrito de Kannur.
En 2001, el municipio que forma la ciudad tenía una población de 44 317 habitantes.
Se desarrolló a lo largo del siglo XX como área periférica de Cananor y adoptó en 1990 el estatus de municipio. Desde 2018 alberga el Aeropuerto Internacional de Kannur.
Se ubica unos 10 km al suroeste de Iritty, sobre la carretera 30 que lleva a Thalassery. Al oeste de la localidad sale una carretera secundaria que lleva a la capital distrital Cananor.